# Barranqueras
Barranqueras é uma cidade e porto do sudeste da província do Chaco, na Argentina. Ela está localizada no departamento San Fernando, na costa do Riacho Barranqueras um braço do rio Paraná e dentro de uma área alagada e baixa. Faz parte da região metropolitana de maior resistência. 
Ela se conecta com a província de Corrientes com a ponte General Manuel Belgrano.